# Primera División de Uruguay 1900
Uruguay Association Foot-ball League 1900 var den första säsongen av Uruguays högstaliga i fotboll. CURCC blev ligans förste mästare. Ligan spelades som ett seriespel där samtliga lag mötte varandra vid två tillfällen. Totalt spelades tolv matcher med 64 gjorda mål, och James Buchanan (CURCC) vann skytteligan med sex mål.

## Bakgrund

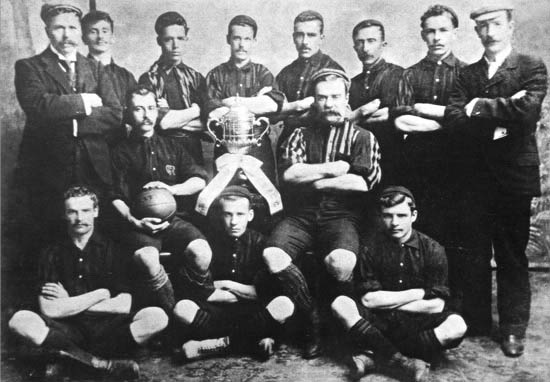
CURCC:s laguppställning efter ligasegern.
Bakre raden: Thomas Davies, Ricardo De los Ríos, Juan Pena, Charles Ward, Lorenzo Mazzucco, Anselmo Faustino Fabre, Thomas Lewis, George Canning
Mitten: Alfred Jones, James Buchanan
Främre raden: William Davies, William Best, Charles Lindeblad

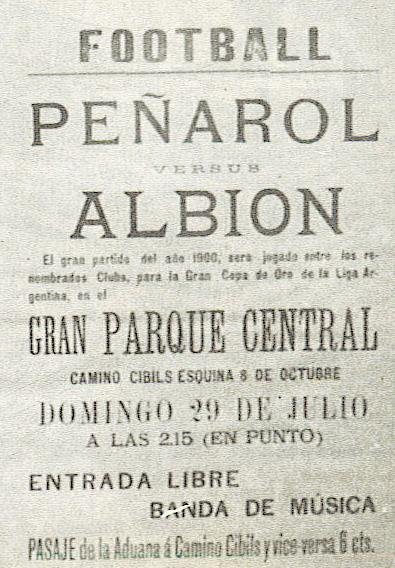
Affisch till ligamatchen mellan CURCC och Albion den 29 juli 1900.

"The English High School" grundades 1874 och "The British School" år 1885, bägge i Montevideo. Dessa institutioner för utbildning, plus de många brittiska invandrare som kom under de sista två decennierna av 1800-talet, omfattade 15% av landets invånare. Dessa nybyggare införde fotbollen som sport i Uruguay och främjade utvecklingen där. Således grundades den första fotbollsklubben i Uruguay, Albion FC, den 1 juni 1891. Andra, redan befintliga klubbar (främst rugby- och cricketklubbar), började gradvis inkludera fotboll som sysselsättning.
Enrique Cándido Lichtenberger arbetade vid "The English High School" och tillsammans med sina kollegor grundade de Albion FC. Han var också den drivande kraften bakom grundandet av "Uruguay Association Football League", som blev en realitet den 30 maj 1900. En annan pionjär var engelsklärare William Leslie Poole, som år 1885 kom från Cambridge University till "The English High School" i Montevideo och det gjorde mycket för att starta en uruguayansk fotbollsliga.
Den första presidenten av "Uruguay Association Football League" var engelsmannen Percy Davidson Chater. Han var också ordförande i klubben (CURCC)som lätt vann den första uruguayanska mästerskapet. CURCC hade grundats den 28 september 1891, och vann alla sina matcher under den första mästerskapet. Vice-mästarna Albion FC var det enda laget som lyckades göra mål mot CURCC under alla sina ligamatcher.

## Deltagande lag
Fyra lag deltog i det första mästerskapet.
| Klubb            | Arena                                    |
| ---------------- | ---------------------------------------- |
| Albion           | Parque "Dr. Enrique Falco Lichtemberger" |
| CURCC            | Villa Peñarol                            |
| Deutscher        | Estadio Gran Parque Central              |
| Uruguay Athletic | Punta Carretas                           |

## Resultat
| Nr | Lag ( )          | S | V | O | F | GM | IM | MS  | P  |
| -- | ---------------- | - | - | - | - | -- | -- | --- | -- |
| 1  | CURCC            | 6 | 6 | 0 | 0 | 36 | 2  | +34 | 12 |
| 2  | Albion           | 6 | 4 | 0 | 2 | 22 | 6  | +16 | 8  |
| 3  | Uruguay Athletic | 6 | 1 | 0 | 5 | 3  | 25 | −22 | 2  |
| 4  | Deutscher        | 6 | 1 | 0 | 5 | 3  | 31 | −28 | 2  |

| Hemma \ Borta    | ALB   | CUR   | DEU   | UA    |
| Albion           | —     | 1 – 2 | ALB   | ALB   |
| CURCC            | 2 – 1 | —     | 9 – 0 | 8 – 0 |
| Deutscher        | ALB   | 0 – 9 | —     | DEU   |
| Uruguay Athletic | ALB   | 0 – 6 | UA    | —     |